# Харке-де-ла-Валь
Харке-де-ла-Валь (ісп. Jarque de la Val) — муніципалітет в Іспанії, у складі автономної спільноти Арагон, у провінції Теруель. Населення — 90 осіб (2010).
Муніципалітет розташований на відстані близько 250 км на схід від Мадрида, 47 км на північний схід від міста Теруель.

## Демографія
Динаміка населення (INE ):